# Richard Egan
Pour les articles homonymes, voir Richard Egan (homonymie) et Egan.
Richard Egan est un acteur américain né le 29 juillet 1921 à San Francisco, et mort le 20 juillet 1987 à Los Angeles. 

## Filmographie
- 1949 : The Story of Molly X de Crane Wilbur
- 1950 : Le Marchand de bonne humeur (The Good Humor Man) de Lloyd Bacon
- 1950 : L'Esclave du gang (The Damned Don't Cry) de Vincent Sherman
- 1950 : Le Cavalier au masque (en) (Return of the Frontiersman) de Richard L. Bare
- 1950 : Dangereuse mission (Wyoming Mail) de Reginald Le Borg
- 1950 : Undercover Girl de Joseph Pevney
- 1950 : Le Kansas en feu (Kansas Raiders) de Ray Enright
- 1950 : The Killer That Stalked New York d'Earl McEvoy
- 1950 : Témoin de la dernière heure (Highway 301) d'Andrew L. Stone
- 1951 : Deux GI en vadrouille (Up Front) d'Alexander Hall
- 1951 : Un Crime parfait (Hollywood Story) de William Castle
- 1951 : La Nouvelle aurore (Bright Victory) de Mark Robson
- 1951 : La Princesse de Samarcande (The Golden Horde) de George Sherman
- 1951 : Les Frères Barberousse (Flame of Araby) de Charles Lamont
- 1952 : Au mépris des lois (The Battle at Apache Pass) de George Sherman
- 1952 : La Folie de l'or (Cripple Creek) de Ray Nazarro
- 1952 : Une minute avant l'heure H (One Minute to Zero) de Tay Garnett
- 1952 : Le Diable fait le troisième (The Devil Makes Three) d'Andrew Marton
- 1952 : Barbe-Noire le pirate (Blackbeard the Pirate) de Raoul Walsh
- 1953 : Même les assassins tremblent (Split Second) de Dick Powell
- 1953 : La Glorieuse brigade (The Glory Brigade) de Robert D. Webb
- 1953 : The Kid from Left Field d'Harmon Jones
- 1953 : La Scandaleuse (en) (Wicked Woman) de Russell Rouse
- 1954 : Gog d'Herbert L. Strock
- 1954 : Les Gladiateurs (Demetrius and the Gladiators) de Delmer Daves
- 1954 : Le Défilé de la trahison (en) (Khyber Patrol) de Seymour Friedman
- 1955 : La Venus des mers chaudes (Underwater!) de John Sturges
- 1955 : Tant que soufflera la tempête (Untamed) d'Henry King
- 1955 : Les Inconnus dans la ville (Violent Saturday) de Richard Fleischer
- 1955 : Le Secret des sept cités (Seven Cities of Gold) de Robert D. Webb
- 1955 : Le Train du dernier retour (The View from Pompey's Head) de Philip Dunne
- 1956 : Bungalow pour femmes (The Revolt of Mamie Stover) de Raoul Walsh
- 1956 : Tension à Rock City (Tension at Table-Rock) de Charles Marquis Warren
- 1956 : Le Cavalier du crépuscule (Love Me Tender) de Robert D. Webb
- 1957 : Meurtres sur la dixième avenue (Slaughter on Tenth Avenue) d'Arnold Laven
- 1958 : Voice in the Mirror d'Harry Keller
- 1958 : Flammes sur l'Asie (The Hunters) de Dick Powell
- 1959 : Duel dans la boue (These Thousand Hills) de Richard Fleischer
- 1959 : Ils n'ont que vingt ans (A Summer Place) de Delmer Daves
- 1960 : Pollyanna de David Swift
- 1960 : Esther et le Roi (Esther and the King) de Raoul Walsh
- 1962 : This Rugged Land d'Arthur Hiller
- 1962 : La Bataille des Thermopyles (The 300 Spartans) de Rudolph Maté
- 1967 : Chubasco d'Allen H. Miner
- 1968 : The Destructors (en) de Francis D. Lyon
- 1969 : The Big Cube de Tito Davison
- 1969 : La Descente infernale (Downhill Racer) de Michael Ritchie
- 1972 : Left Hand of Gemini
- 1973 : Moonfire de Michael Parkhust
- 1973 : Le Jour des loups (The Day of the Wolves) de Ferde Grofé Jr.
- 1973 : Les Rues de San Francisco (TV) - Saison 1, épisode 26 (The Unicorn) : Father Joe Scarne
- 1974 : Throw Out the Anchor! de John Hugh
- 1977 : Mission to Glory: A True Story de Ken Kennedy
- 1977 : De la neige sur les tulipes (The Amsterdam Kill) de Robert Clouse
- 1979 : The Secret Creek County War de J. Frank James